# Истанбул Парк
Истанбул-Парк (или Стамбул-Парк) (тур. İstanbul Park, тур. İstanbul Otodrom) — гоночная трасса в Стамбуле, Турция, использовалась для проведения гонок Формулы-1 Гран-при Турции.

## История
Этот автодром — четвёртое самостоятельное творение Германа Тильке. Строительство комплекса началось в декабре 2004 года. Общая площадь объекта составляла 221,5 га (площадь самого комплекса — 173 га). На строительстве было задействовано 27 инженеров, 1450 рабочих, 60 единиц специальной техники и 80 грузовиков. Работа на площадке проводилась по 21 часу в сутки. Всего было извлечено 2 млн. 600 тыс. кубометров грунта, насыпные работы проведены в объёме 2 млн. 900 тыс. кубометров грунта. На строительство было потрачено $230 миллионов.. Трасса расположена в азиатской части Стамбула, рядом с автострадой Стамбул-Анкара, недалеко от нового аэропорта Sabiha Gökçen International Airport.
Стамбул-Парк был открыт 21 августа 2005 года, непосредственно к первому Гран-при Турции, в котором победу одержал пилот McLaren Кими Райкконен. Через год поул и победу завоевал Фелипе Масса (Ferrari), повторивший свой успех в сезоне 2007 года.

## Инфраструктура

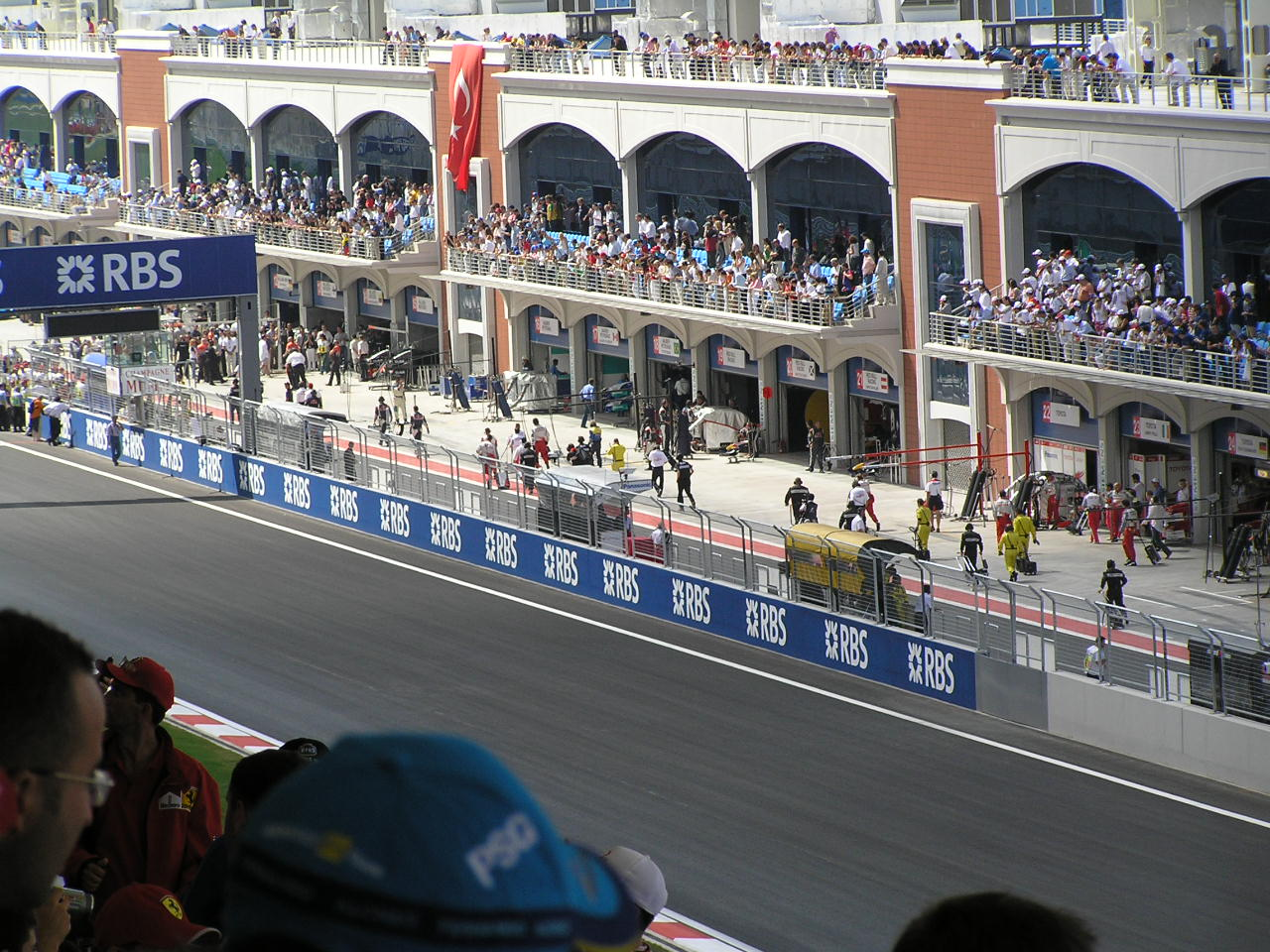
Вид на пит-лейн.

Турецкий автодром является одним из самых современных в мире на данный момент. Вместимость главной трибуны составляет 25 000 человек, а общая вместимость достигает 155 000 зрителей. Паддок построен в два уровня — первый уровень отдан гоночным командам, на втором уровне расположены структуры для зрителей на 5 000 мест. В конце паддока расположены две 7-этажные башни для VIP-персон.

## Конфигурация

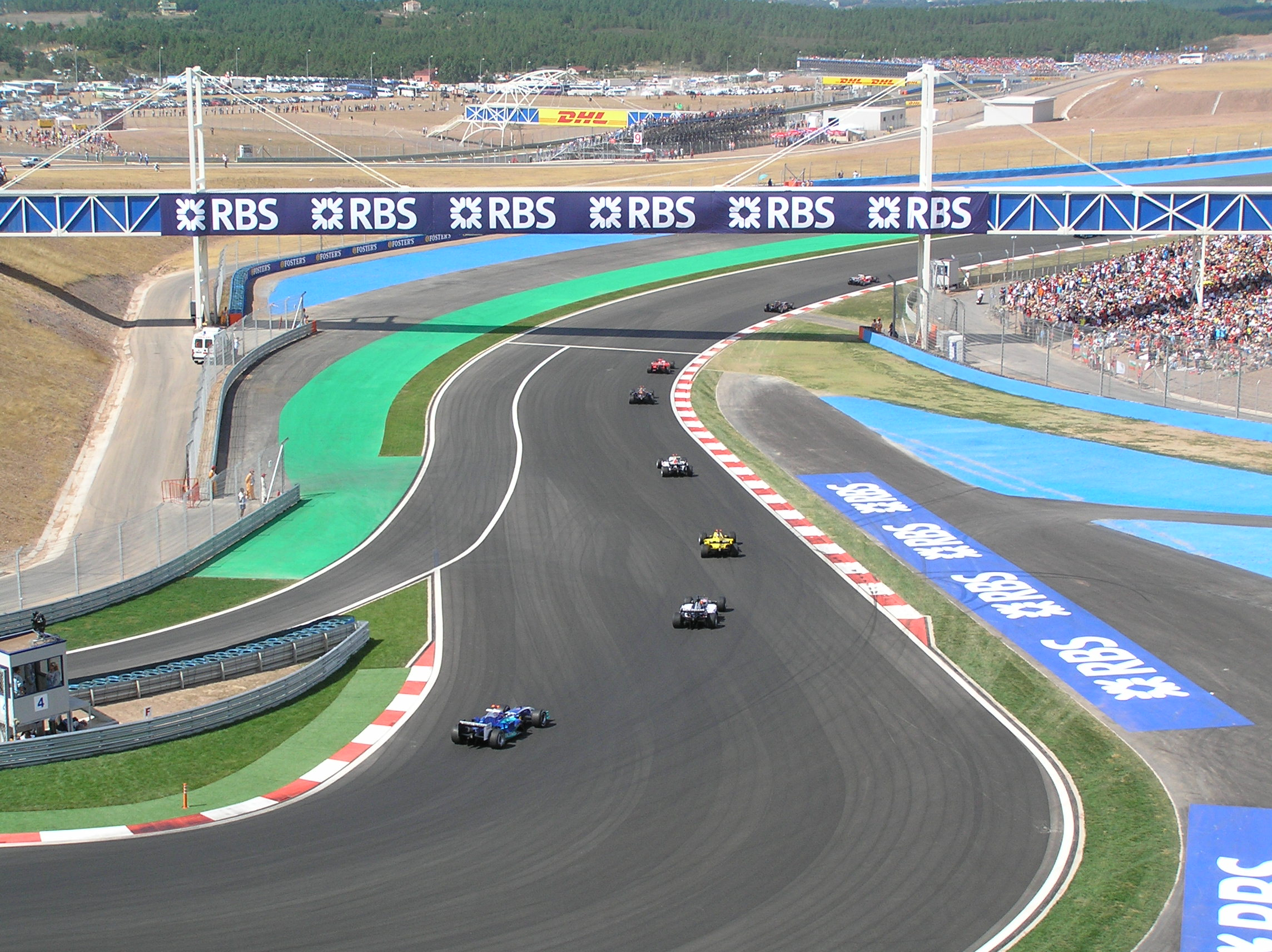
Вид на первый поворот (Гран-при Турции 2005 года).

Автодром Стамбул-Парк один из немногих, на которых гонки проходят против часовой стрелки (в сезоне 2009 года таких автодромов четыре — Стамбул-Парк, Марина-Бей, Интерлагос и Яс Марина). Гоночная трасса длиной 5 338 метров и средней шириной 15 метров (в пределах от 14 до 21,5 метра) насчитывает 14 поворотов. Радиус самого острого поворота трассы оставляет 15 метров. Длина прямой старт/финиш — 655,5 метров. Максимальная скорость на трассе может составить 320 километров в час. При этом уровень безопасности один из самых высоких среди автодромов Формулы 1. Серьёзно разбить болид практически невозможно — зоны безопасности очень широкие, с гравийными ловушками, также имеются барьеры из 124 000 автомобильных шин. Перепад высот автодрома довольно значителен — 81 метр, поэтому трасса имеет спуски и подъёмы, самый крутой из которых — 8,145 %.
Самыми интересными поворотами считаются 1 и 8 (повороты на Стамбул-Парке пока не носят названий). Поворот 1 — острый левый поворот после стартовой прямой, получивший прозвище «турецкий штопор» по аналогии с известным поворотом Corkscrew на легендарной трассе Лагуна Сека. Поворот 8 — скоростной поворот с 4 апексами, сравнивают с легендарным l’Eau Rouge на Спа-Франкоршам.
| Версия | Длина (м) | Гран-при      | Рекорд круга в квалификации         |
| Версия | Длина (м) | Гран-при      | Рекорд круга в гонке                |
| ------ | --------- | ------------- | ----------------------------------- |
| 2005   | 5 338     | 6 (2005-2010) | 1:26,295 (2010, Марк Уэббер)        |
| 2005   | 5 338     | 6 (2005-2010) | 1:24,770 (2005, Хуан Пабло Монтойя) |

## Победители Гран-при
| Сезон     | #             | Пилот             | Конструктор      | Отчёт         |
| 2021      | 9             | Валттери Боттас   | Mercedes         | Отчёт         |
| --------- | ------------- | ----------------- | ---------------- | ------------- |
| 2020      | 8             | Льюис Хэмилтон    | Mercedes         | Отчёт         |
| 2012-2019 | Не проводился | Не проводился     | Не проводился    | Не проводился |
| 2011      | 7             | Себастьян Феттель | Red Bull-Renault | Отчёт         |
| 2010      | 6             | Льюис Хэмилтон    | McLaren-Mercedes | Отчёт         |
| 2009      | 5             | Дженсон Баттон    | Brawn GP         | Отчёт         |
| 2008      | 4             | Фелипе Масса      | Ferrari          | Отчёт         |
| 2007      | 3             | Фелипе Масса      | Ferrari          | Отчёт         |
| 2006      | 2             | Фелипе Масса      | Ferrari          | Отчёт         |
| 2005      | 1             | Кими Райкконен    | McLaren-Mercedes | Отчёт         |

## Другие гонки
Кроме Формулы 1, на автодроме проводились и другие гонки. В 2005 г. сюда приезжали DTM и LMS, в 2005 и 2006 — WTCC и Мировая Серия Рено, в 2005—2007 гг. — MotoGP. Однако повышение арендной платы привело к тому, что все серии, кроме Ф1, отказались от использования автодрома.